# 구스타프 체르마크 폰 세이세네크

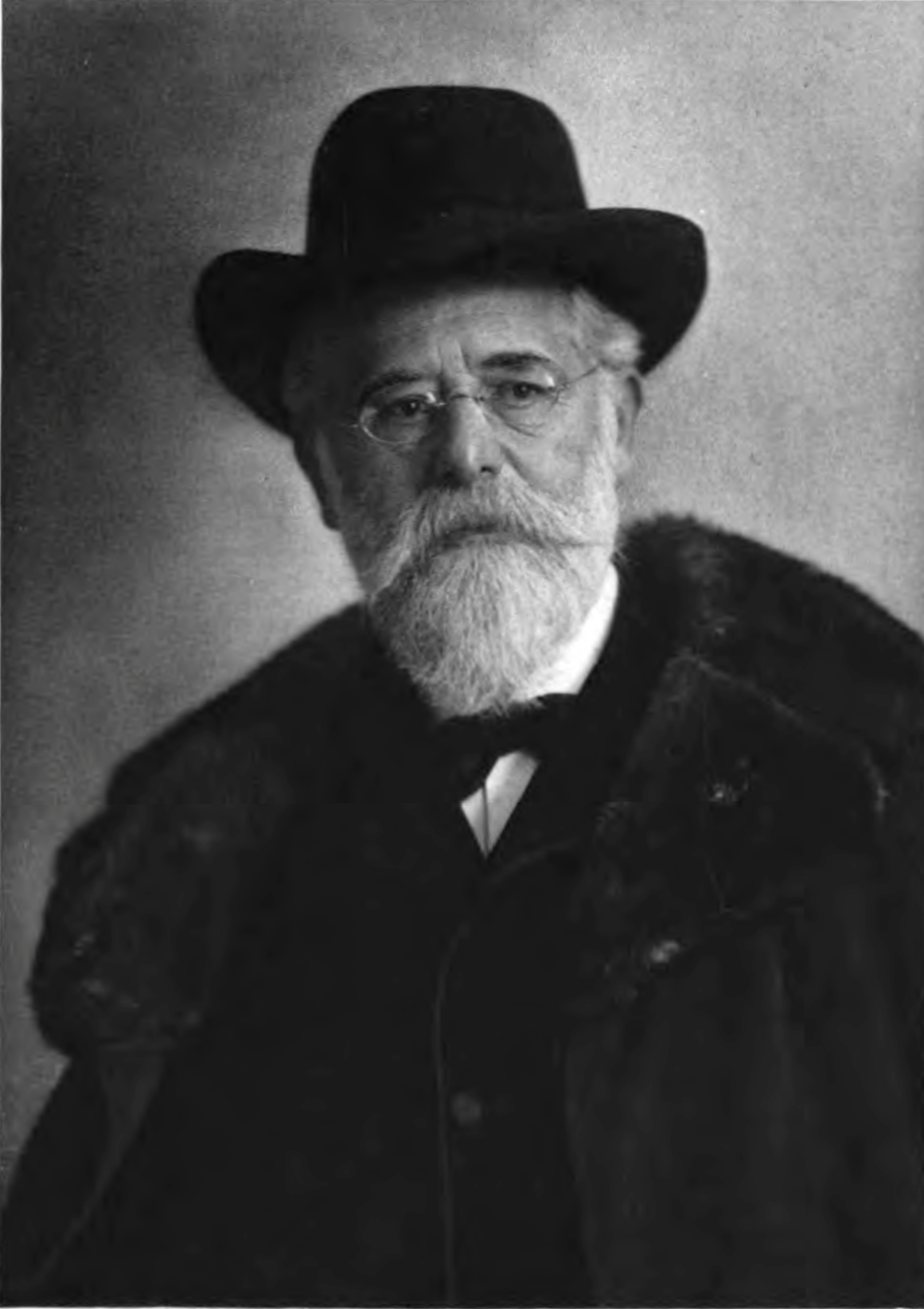

구스타프 체르마크 폰 세이세네크(Gustav Tschermak von Seysenegg, 1871년 11월 15일 ~ 1962년 10월 11일)는 오스트리아의 식물학자이다. 빈 농과대학 교수로 있으면서 식물 생리학과 원예에 관하여 연구하였다. 1900년 그는 여러 학자들과 완두콩을 재료로 하는 유전학을 연구하고 멘델과 똑같은 결론을 얻어 멘델의 법칙을 재확인하였다.